# San Antonio de los Cobres
San Antonio de los Cobres je mestece s 5482 prebivalci (po popisu prebivalstva INDEC leta 2001)  na severozahodu Argentine. Je glavno mesto departmaja Los Andes v provinci Salta. 

## Geografija
Mesto je znano po visoki nadmorski višini približno 3775 metrov, ki je eno najvišjih nadmorskih višin katerega koli mesta v Argentini. Nahaja se približno 160 kilometrov od mesta Salta in 2000 kilometrov od prestolnice Buenos Aires. Je del puščave v Andih in je opisano kot sušna regija z malo drevesi in redko pitno vodo.

## Zgodovina
Že v predkolumbovskih časih so na območju argentinskega Altiplana živeli nomadski avtohtoni prebivalci, ki so v začetku 16. stoletja padli pod oblast Inkov. Uničenje tega imperija ni privedlo do takojšnje kolonizacije s strani Špancev.
Višavje, v katerem so večinoma živeli rejci nomadskih lam, so prečkale le trgovske poti iz Salte v Čile, Bolivijo in Peru. Šele v 18. stoletju so se ob rečnih oazah Río San Antonio pojavila prva rudarska naselja, ki so pridobivala z minerali bogato kamnino v Sierra del Cobre. Zaradi lege na križišču cest med San Pedro de Atacama in Salto ter med Bolivijo in San Juanom in Mendozo je San Antonio počasi prerasel v središče regionalnega pomena.
Ohlapne vezi z osrednjimi vladami njihovih držav se kažejo v tem, da so prebivalci regije do poznega 19. stoletja lahko svobodno izbirali svoje državljanstvo med Bolivijo, Čilom in Argentino glede na svoje želje.
Za kratek čas je bil San Antonio de los Cobres med letoma 1899 in 1943 glavno mesto argentinskega ozemlja (Territorio Nacional de los Andes), ki so ga sestavljali departmaji provinc Jujuy, Salta in Catamarca v Puni.
V nedavnem podcastu The Naked Scientist so raziskave pokazale, da so ljudje na območju San Antonio de los Cobres razvili izjemno mutacijo v svojih genih, da bi se spopadli z visoko vsebnostjo arzena na tem območju. Koncentracije arzena, ki so približno desetkrat višje od koncentracij, ki jih Svetovna zdravstvena organizacija šteje za varne, so v tej regiji ustvarile zelo strupeno okolje, ki onesnažuje zaloge vode. Evolucijski procesi, ki so posledica dolgotrajne izpostavljenosti, so povzročili posebno mutacijo v DNK te populacije, ki jim je omogočila hitrejšo predelavo arzena v celotnem sistemu in preprečila nastanek strupenih stranskih produktov, ki bi se ob izpostavljenosti elementu običajno pojavili v telesu. To je prva prilagoditev človeka glede strupene kemikalije, ki je bila kdaj dokumentirana. 

## Gospodarstvo
San Antonio de las Cobres je svoje ime dobil po bližnji Sierri de Cobre ali Bakreni gori, ki je bogata s tem mineralom. Gospodarska dejavnost v mestu temelji na rudarjenju z rudninami bogatih okoliških gora in proizvodnji, predelavi in prodaji volne lame in alpake ter nastajajočem turizmu. 
Danes je San Antonio de los Cobres končna točka Tren a las Nubes (Vlak do oblakov), ki ponuja potniške storitve med Salto in Viaducto La Polvorilla (4280 m), le nekaj kilometrov zahodneje. Železniška proga Ramal C-14 se nadaljuje - brez potniškega prometa - do Antofagaste in Iquiqueja v Čilu.
V bližini vasi se srečata Ruta Nacional 40 in Ruta Nacional 51. Obe sta mestoma asfaltirani.

## Galerija
- Cesta proti San Antoniu
- Pogled na mesto
- Potok, ki teče skozi mesto
- Okolica mesta